# Надя Гюпшер
Надя Гюпшер (нід. Nadja Hüpscher; 23 березня 1972 року, Неймеген, Нідерланди) — нідерландська акторка.

## Життєпис
Надя Гюпшер народилася 23 березня 1972 року у Неймегені. Навчалася в Університеті мистецтв (Утрехт). 
Гюпшер виконала багато ролей в театрі, а також є відомою кіноакторкою.

## Вибіркова фільмографія
- Секстет (2007)
- Сімон (2004)

## Нагороди та номінації
| Рік  | Нагорода                     | Номінація                          | Робота               | Результат |
| ---- | ---------------------------- | ---------------------------------- | -------------------- | --------- |
| 2000 | Берлінаре                    | European Shooting Stars            | —                    | Перемога  |
| 1999 | Нідерландський кінофестиваль | «Золотий телець» найкращій акторці | «За мотивами роману» | Перемога  |